# José Mouso
José Mouso (Buenos Aires, 21 de julio de 1889 – 14 de agosto de 1974) fue un político y diplomático argentino, miembro del Partido Socialista. Secretario de acción sindical del sindicato ferroviario de los Ferrocarriles del Sud. Fundador de varias sociedades filodramáticas, cooperativas y mutuales. Con la sanción de la ley marcial, el estado de sitio  la dictadura del General Uriburu
impulsó una política represiva hacia el movimiento obrero será encarcelado en el Penal de Ushuaia, donde sufriría torturas.
En 1940 —siendo ministro de Trabajo el general Perón— se incorporó al peronismo. Cursó estudios en la Escuela Diplomática y fue agregado obrero en la embajada de Italia y canciller plenipotenciario en México hasta el derrocamiento del peronismo en 1955, pasando a la clandestinidad a partir de entonces.
Exiliado en Paraguay, fue detenido en un viaje clandestino a Buenos Aires y encarcelado en el penal de Ushuaia (en el extremo sur de Argentina), del que escapó junto con otros destacados dirigentes peronistas, entre los que estaba el posterior presidente de Argentina Héctor Cámpora. Pasaron a Chile y de allí se trasladó nuevamente a Buenos Aires, donde murió.